# Paulie
Paulie är en amerikansk familjefilm från 1998 om en talande papegoja vid namn Paulie.

## Handling
Marie är en femårig flicka med stamningsproblem som en dag får en papegoja vid namn Paulie av sin morfar, eftersom han tror att den ska kunna hjälpa henne att lära sig prata. Och mycket riktigt lär hon sig snabbt att prata. Men det är inte bara Marie som lär sig att prata utan Paulie lär sig också att tala, inte bara att upprepa det man säger utan papegojan kan faktiskt tala själv och man förstår vad Paulie säger. Men tyvärr anser Maries föräldrar att han har dåligt inflytande på henne då Marie en natt försöker lära Paulie att flyga genom att gå upp på taket. I ett försök att visa hur man gör genom att flaxa med armarna och hoppa upp och ner ramlar Marie ner från taket, men blir som tur är uppfångad av sin pappa, oskadd. Föräldrarna skickar tyvärr iväg Paulie dagen därpå, han blir då omhändertagen av en ägare till en pantbank.
En dag kliver en dam in i pantbanken och köper fågeln. Paulie berättar sedan om sin förra ägare för den snälla damen som erbjuder sig att hjälpa Paulie hem igen. De får tyvärr reda på att Marie har flyttat ända till LA och börjar sin långa färd. Ungefär halvvägs genom landet får tanten synproblem och kan inte köra längre och blir snart helt blind. Paulie stannar med damen tills hon en dag dör. Paulie bestämmer sig för att fortsätta mot LA och besegrar sin höjdskräck genom att lära sig att flyga, han flyger sedan hela vägen till Los Angeles. Väl framme ansluter sig Paulie till en grupp sjungande fåglar tills en natt då han blir kidnappad av en ficktjuv som även säger att han kan hjälpa Paulie hem i utbyte mot att han hjälper honom att sno några saker först. Allting går bra tills en natt då ett inbrott går snett och Paulie blir lämnad kvar i huset och fångad. Sedan förs han till ett fågellabb där hans förmåga att tala upptäcks. Huvuddoktorn i forskningsteamet ger då ett löfte till fågeln att han ska hjälpa honom hem när de undersökt honom färdigt. Papegojan går då med på att prata tills han en natt hör doktorn prata på telefon om honom, då säger doktorn till mannen i telefonen att fågeln tillhör universitetet och att de tänker behålla honom. Paulie slutar då att prata vilket leder till att han med tiden sätts ner i källaren.
Något år senare anlitas en ny städare som finner intresse i Paulie och lyckas få honom att berätta vad som hänt. Efter att ha hört Paulies historia bestämmer sig städaren för att leta reda på Marie och lyckas. Han tar då fågeln från institutet och för honom till sin rätta ägare. Först känner inte Paulie igen Marie då hon vuxit upp, men till slut inser han att det fortfarande är Marie och blir då glad att se henne igen.

## Skådespelare
- Gena Rowlands – Ivy
- Tony Shalhoub – Misha
- Cheech Marin – Ignacio
- Bruce Davison – Dr. Reingold
- Trini Alvarado – Marie som vuxen
- Jay Mohr – Paulies röst samt Benny
- Buddy Hackett – Artie
- Hallie Kate Eisenberg – Marie
- Matt Craven – Warren
- Bill Cobbs – Virgil
- Tia Texada – Ruby och Lupes röst
- Laura Harrington – Lila

## Svenska röster
- Andreas Nilsson - Paulie
- Hasse Jonsson - Misha
- Jasmine Heikura - Marie
- Annelie Berg - Marie som vuxen
- Maria Rydberg - Lila
- Niclas Wahlgren - Warren
- Steve Kratz - Morfar och Benny
- Irene Lindh - Ivy
- Peter Sjöquist - Dr. Reingold
- Joakim Jennefors - Ignoalio
- Charlotte Ardai Jennefors - Ruby
- Stephan Karlsén - Vigil
- Johan Hedenberg - Artie